# Jüdisches Kulturviertel Amsterdam

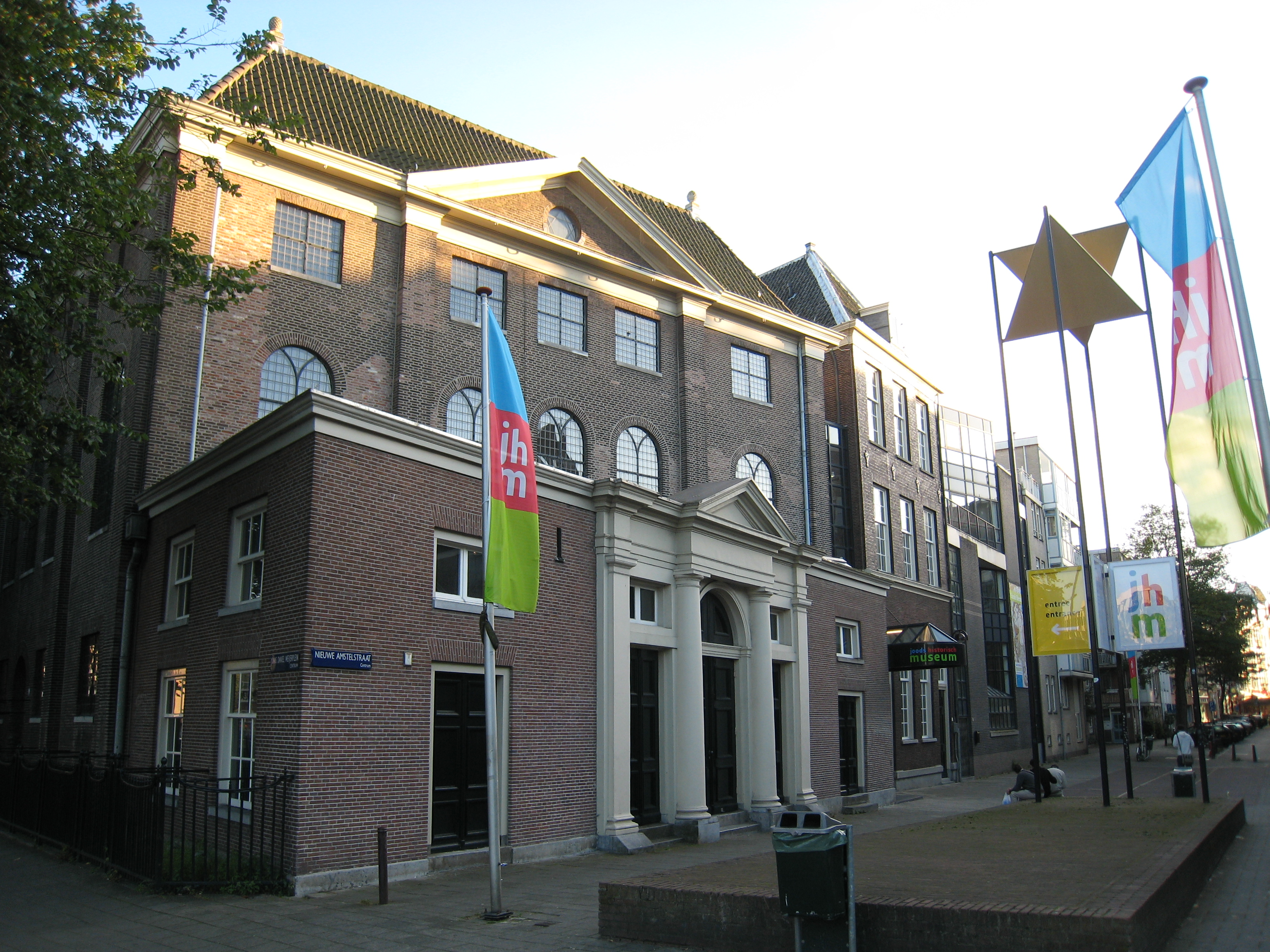
Jüdisches Museum

Das Jüdische Kulturviertel Amsterdam (niederländisch Joods Cultureel Kwartier, JCK) wurde im Oktober 2012 von Prinz Willem-Alexander eröffnet. Das Jüdische Kulturviertel ist die Dachorganisation für historische jüdische Einrichtungen in Amsterdam.

## Organisation
Seit 2012 gehören zum Jüdischen Kulturviertel folgende vier Einrichtungen: das Jüdische Museum mit Kindermuseum, die Portugiesische Synagoge, die Hollandsche Schouwburg und das Nationale Holocaust-Museum. Die jüdischen Kultureinrichtungen befinden sich auf einem Gebiet von etwa einem Quadratkilometer im alten jüdischen Viertel von Amsterdam.
Mittelpunkt des heutigen kulturellen jüdischen Lebens ist das Jüdische Museum. Die Sammlung des Museums umfasste 2012 mehr als 50.000 Objekte, Dokumente und Fotografien. Es wurde 1932 in der Waag am Nieuwmarkt eröffnet, mit einer Sammlung von 335 Objekten. Während der Kriegsjahre musste das Museum schließen und ein großer Teil der Sammlung wurde beschlagnahmt. Nur Teile der Sammlung kehrten zurück. Seit 1987 hat das Museum seinen Standort am Jonas Daniël Meijerplein, im Herzen des ehemaligen jüdischen Viertels.
Seit 2015 ist Emile Schrijver Generaldirektor des Jüdische Kulturviertels in Amsterdam. Bis zu ihrem Weggang an das Jüdische Museum Berlin 2020 war Hetty Berg Chefkuratorin.

## Tätigkeit

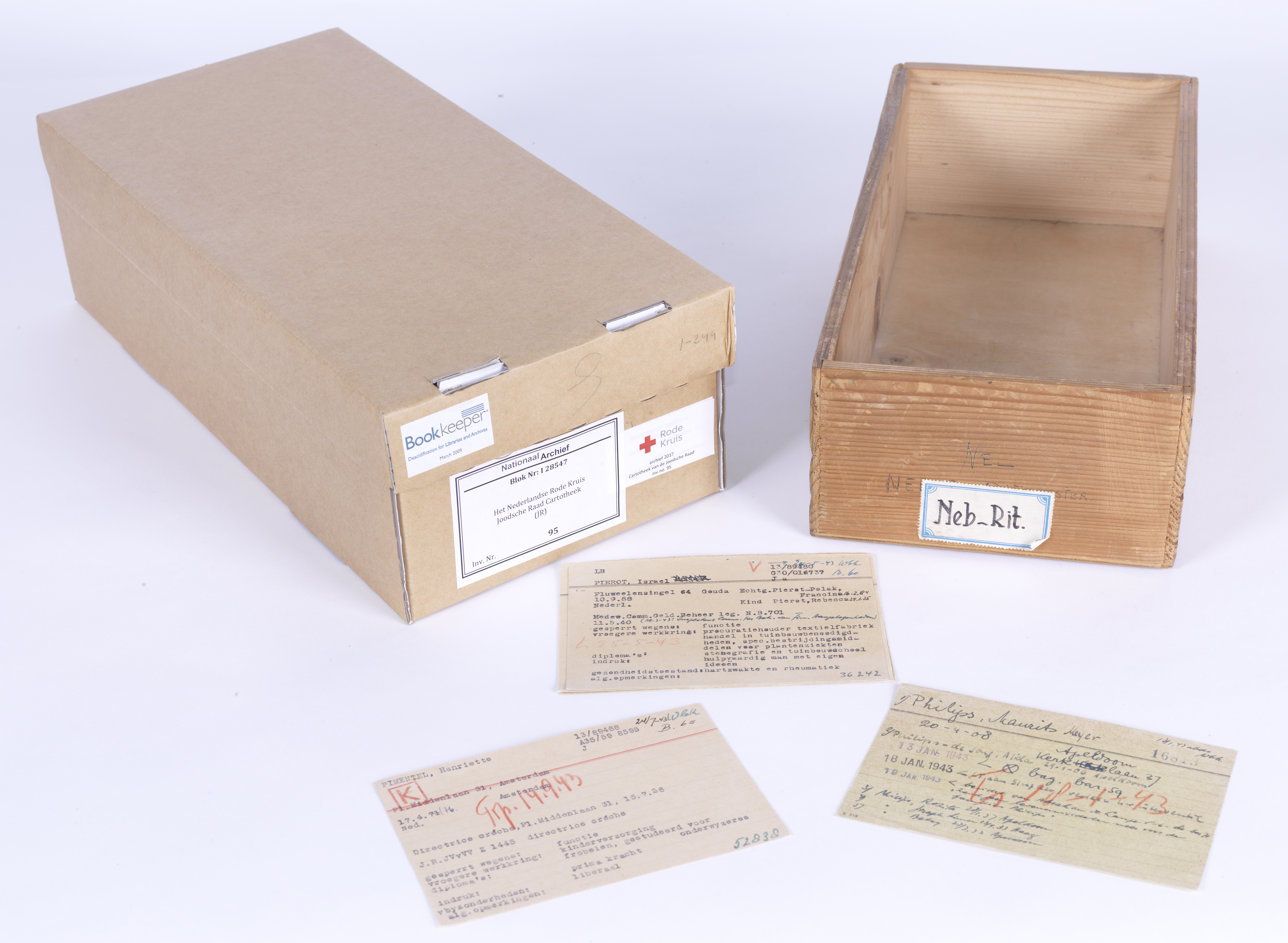
Die Kartei des Amsterdamer Judenrats

Das Jüdische Kulturviertel organisiert Veranstaltungen und Ausstellungen und fördert sowohl die Bildung als auch Forschung und Digitalisierung.
Mitarbeiter/-innen des Jüdischen Kulturviertel Amsterdam unterhalten das Joods Monument, eine Website, auf der jüdische Opfer des Holocaust aufgelistet sind.
Die Kartei des Amsterdamer Judenrats, die rund 157.000 Karteikarten mit persönlichen Informationen über die jüdische Bevölkerung der Niederlande umfasst, wird ebenfalls von Mitarbeiter/-innen des Jüdischen Kulturviertel Amsterdam verwaltet. Die Kartei wurde während des Krieges vom Judenrat erstellt und auch für Deportationslisten verwendet. Nach 1945 wurde die Kartei genutzt, um Einzelschicksale während der Shoah nachzuvollziehen. Im November 2022 wurde diese Sammlung in das niederländische Register „Memory of the World“ aufgenommen.
2017 hatte das Jüdischen Kulturviertel rund 370.000 Besucher.